# Hiroaki Matsuyama
Hiroaki Matsuyama (松山 博明 Matsuyama Hiroaki?), född 31 augusti 1967, är en japansk tidigare fotbollsspelare.
Hiroaki Matsuyama var tränare för bhutanska landslaget 2010–2012.